# Federico del Bonis
Federico Delbonis (Azul, 5 de Outubro de 1990) é um tenista profissional argentino.  Em 2016, foi um dos responsáveis pela conquista inédita da Copa Davis pela Argentina.

## Títulos

### Simples (2)
| Legenda                  |
| ATP Challenger Series(1) |
| ITF Futures Series (1)   |

| N. | Data           | Torneio                 | Piso   | Oponente na final | Placar da final |
| 1. | 1 Janeiro 2009 | Guatemala F1, Guatemala | Duro   | Nicolas Santos    | 6–3, 6–4        |
| 2. | 24 Agosto 2009 | Manerbio, Italia        | Saibro | Leonardo Tavares  | 6–1, 6–3        |

### Vice-Campeonatos(2)
| N. | Data            | Torneio                 | Piso   | Oponente na final | Placar da final |
| 1. | 16 Março 2009   | Italia F3, Italia       | Saibro | Tim Goransson     | 4-6, 3-6        |
| 2. | 23 Outubro 2009 | Argentina F7, Argentina | Saibro | Jorge Aguilar     | 3-6, 4-6        |